# الکساندر فرانک
الکساندر فرانک (انگلیسی: Alexander Frank؛ زادهٔ ۲۳ سپتامبر ۱۹۸۲) بازیکن فوتبال اهل آلمان با اصالت تاجیکی است.